# Carlo V e i papi
La vita di Carlo d'Asburgo si svolse sotto il pontificato di ben dieci Pontefici, con la maggior parte dei quali l'Imperatore intrattenne rapporti difficili e conflittuali.

## Le ragioni di conflittualità
La ragione della conflittualità dei rapporti tra il papato e Carlo V aveva origine essenzialmente nella posizione e negli intendimenti dei due rispettivi ruoli: da una parte vi era il secolare atteggiamento dei pontefici a difesa del proprio potere temporale e della propria integrità territoriale, unitamente alle persistenti ingerenze nelle funzioni imperiali soprattutto a seguito del sorgere del luteranesimo in Germania. Dall'altra vi era la necessità di Carlo V, il quale si riteneva primo difensore della Chiesa cattolica, di avere il Papa come alleato permanente a sostegno della sua politica di egemonia europea nel quadro della sua visione di Impero universale a guida asburgica.
Ovviamente le due posizioni erano difficilmente conciliabili. Soltanto le circostanze che di volta in volta si presentarono, andarono a determinare le alleanze e i conflitti tra i due personaggi.
Storicamente i rapporti tra il Papato e l'Impero erano stati sempre piuttosto turbolenti. Tranne il periodo altomedievale, coincidente con la formazione dell'Impero carolingio, nel quale il Papa e l'Imperatore erano mossi da un comune interesse di dare delle regole certe per la convivenza delle popolazioni europee che man mano venivano a contatto con le realtà culturali di cui il Cristianesimo era portatore. In seguito i rapporti divennero altamente conflittuali a causa del desiderio di predominio da una parte e dall'altra delle due entità sia in campo spirituale che in quello temporale.
Il culmine dei conflitti tra papato e impero si ebbe nel periodo della cosiddetta "lotta per le investiture" e che si protrasse fino al periodo della dominazione sveva allorquando il Papa emanò la scomunica nei confronti dell'Imperatore Federico II Hohenstaufen. Nacquero così i due schieramenti: guelfi e ghibellini, i primi sostenitori del papato e i secondi dell'impero.
Dopo un periodo di relativa calma, le velleità imperiali risorsero per mano di Federico III d'Asburgo prima e di Massimiliano I poi, per concentrarsi, infine, nelle mani di Carlo V, in ciò sostenuto dal pensiero e dall'opera del proprio gran cancelliere Mercurino Arborio di Gattinara, grande giurista piemontese.

## Alessandro VI (1492-1503)

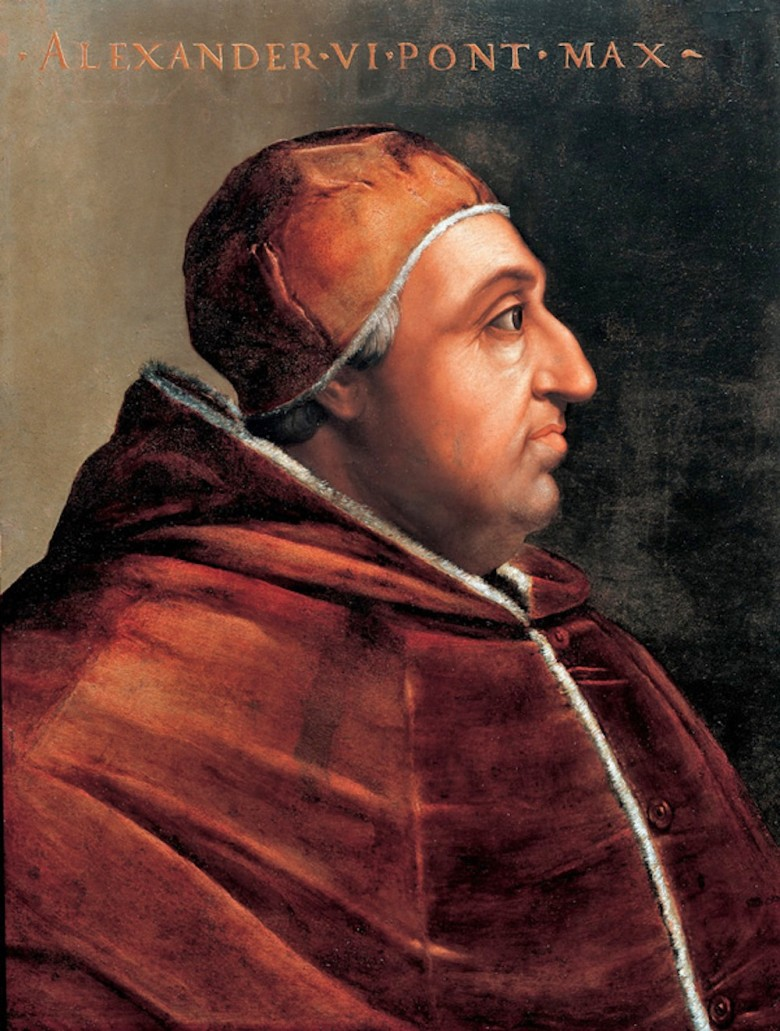
Papa Alessandro VI

Carlo nacque nell'anno giubilare sotto il pontificato di Alessandro VI (Rodrigo Borja de Borja), spagnolo. Questo papa non ebbe nessun rapporto diretto con l'imperatore in quanto morì quando egli aveva appena tre anni.

## Pio III (1503)
Papa Pio III (Francesco Todeschini Piccolomini), toscano, il suo pontificato durò appena 26 giorni.

## Giulio II (1503-1513)

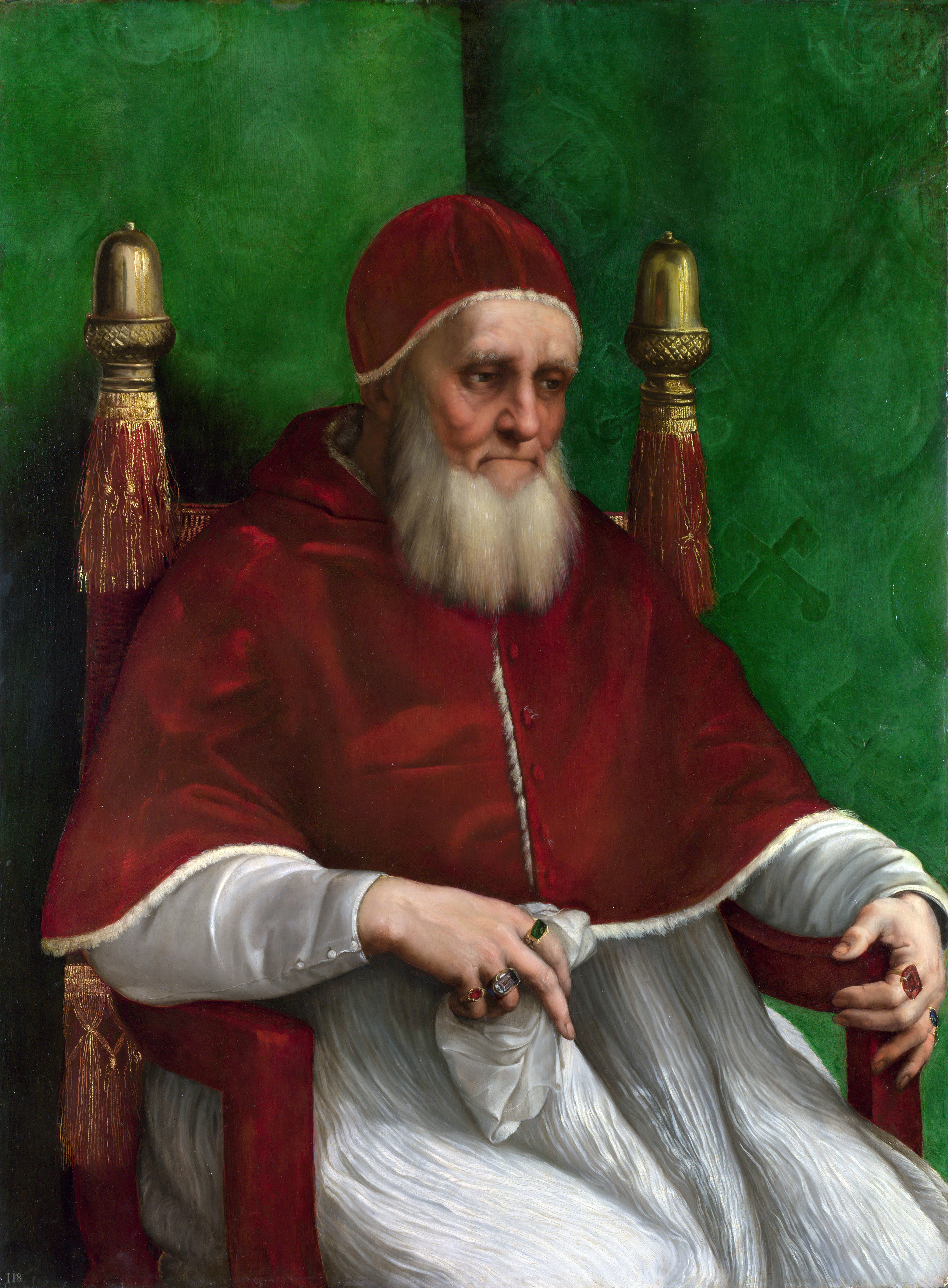
Papa Giulio II

Quando il cardinale Giuliano Della Rovere fu eletto papa nel 1503 con il nome di Giulio II, aveva già sessant'anni. Fu il classico Papa-Re che riteneva suo dovere ricorrere anche alle armi pur di mantenere sicuri i confini del proprio Stato. Il nuovo papa si mise spesso al centro della scacchiera politica europea, prima con la "Lega di Cambrai" (1508), poi con la "Lega Santa" (1512). Anche questo pontefice ebbe solo un rapporto indiretto con la vita di Carlo V, nel senso che le sue azioni si ripercossero anche nei decenni successivi quando Carlo divenne Imperatore.
Per esempio, Giulio diede l'avvio al XVIII Concilio ecumenico, il Lateranense V, indetto per contrastare l'atteggiamento scismatico della Chiesa francese. Questo Concilio si rivelò l'ultima occasione (perduta) della Chiesa di Roma per introdurre al suo interno quei correttivi che tutti auspicavano e che, probabilmente, avrebbero impedito l'insorgere del luteranesimo a cui l'Europa avrebbe assistito soltanto qualche anno più tardi.
Quando Giulio II morì, il 22 febbraio 1513, Carlo d'Asburgo stava appena uscendo dall'infanzia e muoveva i primi passi nell'adolescenza, affidato alla zia Margherita d'Asburgo e al vescovo Adriaan Florensz di Utrecht. Di certo il Papa sapeva della sua esistenza, ed anzi colse il pericolo di un'unione di Spagna e Impero nel giovane Duca di Borgogna. Per questo stabilì con una bolla, poi annullata da Leone X, che la Spagna avrebbe dovuto consegnare Napoli alla Santa Sede in caso di unione personale con l'Impero. I due comunque non si incontrarono mai.

## Leone X (1513-1521)

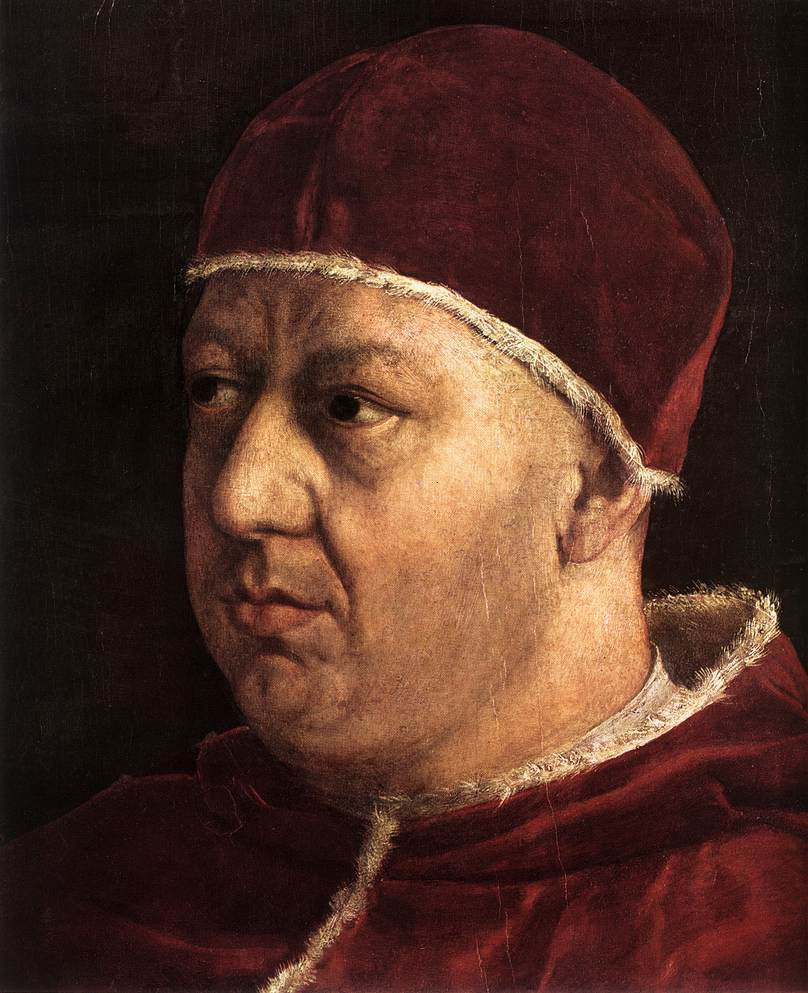
Papa Leone X

Il cardinale Giovanni de' Medici, fiorentino, fu eletto al soglio pontificio il 9 marzo 1513 a 38 anni.
La sua vita politica fu costantemente contrassegnata dall'altalenarsi di sentimenti filofrancesi e filoimperiali. Questa incertezza era dovuta al fatto che il pontefice guardava più agli interessi personali e della sua famiglia fiorentina che a quelli della Chiesa, di conseguenza si orientava, di volta in volta, dove i suoi interessi venivano accolti più favorevolmente.
Sottovalutò la protesta del monaco tedesco Martin Lutero, quando nel 1517 affisse alle porte della cattedrale di Wittenberg le sue 95 tesi destinate a diventare il punto di partenza della Riforma protestante.
Queste tesi erano allo studio di Lutero, probabilmente, già da tempo. Ma la decisione di renderle pubbliche proprio nell'autunno del 1517 fu dovuta principalmente al fatto che Papa Leone, dopo aver chiuso, nel marzo dello stesso anno, il Concilio Laterano V con un sostanziale nulla di fatto, aveva rilanciato la raccolta di fondi per la costruzione della grande basilica vaticana. Questa raccolta di fondi si basava sulla vendita delle indulgenze, promettendo la immediata salvezza delle anime dei defunti dalle pene del Purgatorio in cambio del versamento di danaro da parte dei parenti in vita.
Leone X condannò la posizione di Lutero e lo invitò a rientrare nelle regole della Chiesa di Roma. Tale invito restò inascoltato per cui si aprì un lungo periodo nel quale Papa Leone e Martin Lutero si scambiarono inviti e sollecitazioni da una parte e fermi rifiuti dall'altro. Il triennio 1518-1520 vide i due personaggi impegnati in questo scontro, nel quale si innestò un altro evento destinato ad aprire altri fronti di tensione internazionale, sia sul piano politico-militare che su quello religioso: a seguito della morte il 12 gennaio 1519 dell'Imperatore Massimiliano d'Asburgo, infatti, i principi tedeschi si apprestavano ad eleggere il nuovo Imperatore. I candidati erano Francesco I, Re di Francia, e Carlo d'Asburgo, erede di Massimiliano per i possedimenti austriaci, già Re di Spagna e Duca di Borgogna con sovranità sul Lussemburgo, le Fiandre ed i Paesi Bassi. Come sappiamo prevalse Carlo, che divenne Carlo V d'Asburgo.
Leone X si era schierato a favore della candidatura del Re di Francia temendo l'enorme concentrazione di potere nelle mani del sovrano ispano-asburgico, soprattutto perché Francesco I avrebbe potuto garantire il governo dei Medici a Firenze e, più in generale, il controllo mediceo su tutta la Toscana. Inoltre, il Pontefice riteneva che la sua preoccupazione, circa l'enorme concentrazione di potere nelle mani di Carlo, era condivisa anche dalla moltitudine di piccoli stati o città-stato che formavano la Germania e che avrebbero visto vacillare la propria indipendenza una volta eletto l'Asburgo.
Nel corso delle trattative tra gli Elettori imperiali, però, quando si cominciò a profilare la sconfitta del Re di Francia, il Papa tentò di riavvicinarsi alla posizione di Carlo, senza troppa fortuna vista l'irritazione della corte ispano-asburgica verso la Curia romana, la cui politica era caratterizzata da questi rovesciamenti di alleanze. Il mancato riavvicinamento fu fonte di notevole preoccupazione per Papa Leone, soprattutto nella prospettiva di non poter garantire gli interessi medicei non solo in Toscana, ma anche nelle maggiori piazze finanziarie d'Europa (ove i banchieri fiorentini erano massicciamente presenti) che si trovavano tutte sotto il controllo imperiale.
All'indomani dell'elezione imperiale di Carlo d'Asburgo, vi fu una recrudescenza della disputa dottrinaria tra il Papa e Lutero. All'ennesimo rifiuto di quest'ultimo di recarsi a Roma per dar conto della sua posizione, Leone X emise una condanna, nel 1520, verso le formulazioni di fede sostenute da Lutero, promulgando la ben nota Bolla "Exsurge Domine", bruciata dallo stesso Lutero sulla piazza di Wittenberg alla presenza e con l'approvazione di tutta la cittadinanza. Il Pontefice fu costretto, quindi, a ricorrere alla scomunica verso il monaco tedesco, invitando, contemporaneamente, l'Imperatore ad emettere le conseguenti sanzioni civili.
L'Imperatore, prima di applicare le sanzioni richieste dal Papa, volle convocare Lutero alla Dieta di Worms per ascoltare le sue ragioni e convincerlo a ritrattare. L'Imperatore sapeva bene che le tesi sostenute dal monaco stavano riscuotendo già molto consenso, e che da neoeletto aveva necessità di mostrarsi aperto alle istanze che salivano dalle popolazioni da lui governate.
Alla Dieta di Worms, tenutasi nell'anno 1521, non vi fu il risultato sperato. L'Imperatore condannò Martin Lutero, guadagnandosi il titolo di difensore della fede cattolica (Defensor Fidei) contro il luteranesimo, che Papa Leone volle attribuirgli. La conseguenza fu la stipula di un'alleanza politica. Leone X, abbandonando ogni esitazione, si schierò definitivamente a fianco dell'Imperatore, approfittando anche delle sconfitte di Francesco I in Navarra e in Lombardia, nella prima guerra tra i due sovrani. Ma l'alleanza fu dettata anche da un'altra considerazione che vedeva nella Francia un ostacolo alla politica di espansione territoriale dello Stato Pontificio in Italia. La Casa d'Austria, invece, manifestava un sostegno più concreto agli interessi della Chiesa di Roma, oltre a quelli personali della famiglia de' Medici di cui il Pontefice rappresentava "magna pars".
Papa Leone riteneva, inoltre, che i possedimenti spagnoli nell'Italia meridionale potessero costituire un valido contrasto all'espansione dei Turchi Ottomani nell'area del Mediterraneo, mentre l'Imperatore stesso poteva costituire un valido argine all'espansione del luteranesismo in Europa. In cambio della cacciata dei francesi dall'Italia settentrionale e del ripristino della signoria medicea a Firenze, il Papa offrì sostegno economico e l'incoronazione imperiale. Questa alleanza consentì al Papa di riconquistare Parma e Piacenza, ed i francesi furono effettivamente cacciati dall'Italia del Nord. Ma Leone X non vide i frutti di questa sua alleanza per l'improvvisa morte, avvenuta il 1º dicembre 1521, a soli 46 anni.

## Adriano VI (1522-1523)

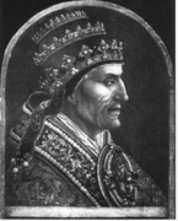
Papa Adriano VI

La successione di Leone X fu caratterizzata da un notevole lavoro diplomatico anche per l'inserimento sulla scena di Enrico VIII, Re d'Inghilterra. Carlo V, al fine di evitare che il nuovo Pontefice potesse adottare la stessa politica ambigua del suo predecessore, appoggiava la candidatura del cardinale Giulio de' Medici, persona che riteneva a sé fedele. Ovviamente tale candidatura era osteggiata dal re di Francia.
Il Conclave si aprì il 27 dicembre 1521 ed i lavori si conclusero tredici giorni dopo, allorquando lo stesso Cardinal Giulio de' Medici, benché candidato, al fine di superare lo stallo dovuto ai veti incrociati, propose l'elezione di Adriaan Florensz, fiammingo di Utrecht, vescovo di Tortosa una cittadina spagnola della Catalogna.
Benché straniero e neppure presente in conclave, fu accettato dal Sacro Collegio e il 9 gennaio 1522 fu eletto papa con grande compiacimento di Carlo V del quale il nuovo Pontefice era stato precettore, pensando di poter instaurare con lui un rapporto preferenziale se non un'aperta ed immediata alleanza. Adriano aveva 63 anni, era un uomo di umili origini ma laureato all'Università di Lovanio e non per caso fu scelto dall'Imperatore Massimiliano quale precettore del nipote Carlo.
La sua integrità morale era fuori discussione ed egli la manifestò subito, appena ricevuta la nomina, affermando di accettare solo per obbedienza e non per ambizione. Indugiò molto in Spagna prima di intraprendere il viaggio che lo avrebbe condotto a Roma. Nelle more, sia l'Imperatore che il Re di Francia cercarono di portare il nuovo Pontefice dalla propria parte, così come anche Enrico VIII. Ma nessuno riuscì nello scopo.
Adriano fece capire subito che intendeva mantenere la sua neutralità, la quale non aveva nessun significato temporale ma che era ispirata soltanto dalla sua veste di capo della Chiesa Cattolica e, quindi, Pastore di tutti i cristiani. Improntò le linee del suo pontificato al più alto rigore morale, trasformando la corte vaticana in una specie di monastero, con una politica di spesa estremamente rigorosa.
Il dialogo tra l'Imperatore e il Papa si rivelò subito molto difficile e irto di incomprensioni. Infatti, mentre Carlo V cercava di mettere in cattiva luce il Re di Francia agli occhi del Papa, questi parlava un linguaggio conciliante e teso ad una larga alleanza per la lotta verso il comune nemico costituito dall'Impero ottomano che Egli considerava il vero nemico dell'Europa e della cristianità.
Adriano aveva ereditato, suo malgrado, l'alleanza con l'Imperatore dal suo predecessore, per cui trovava difficoltà a rimuovere questo vincolo. Proclamò, pertanto, una tregua triennale in tutto il mondo cristiano, concedendo comunque a Carlo di poter riunire nella sua persona il titolo di Gran Maestro dei tre ordini cavallereschi di Santiago, Alcàntara e Calatrava, con conseguente enorme potere di controllo politico ed economico su tutta la Spagna.
Il Re di Francia, invece, all'indomani dell'elezione di Adriano, visto che non riusciva nell'intento di stringere un'alleanza preferenziale con il Pontefice, assunse atteggiamenti e iniziative tali da entrare in contrasto con la Santa Sede. Si rifiutava di riconoscere Adriano come Papa solo perché era stato precettore di Carlo d'Asburgo. Inoltre, minacciava d'impedire la raccolta delle decime a favore della Chiesa di Roma. Infine, cominciò a tessere una trama occulta con la Curia romana avente come scopo un'ipotetica riconquista del Regno di Napoli, ritenendosi erede dei vecchi possedimenti angioini finiti nelle mani degli aragonesi. Questi comportamenti di Francesco I, tutt'altro che concilianti, indussero il Papa a schierarsi apertamente con l'Imperatore. Nei mesi di luglio e agosto del 1523 si formò una grande coalizione antifrancese, comprendente Carlo V, Enrico VIII, Ferdinando d'Asburgo, il Papa, Venezia, Firenze, Genova e Milano, che entrò in guerra quando Francesco I invase l'Italia.
Il Papa non poté vedere i frutti di questa alleanza perché una malattia lo condusse rapidamente alla morte il 14 settembre 1523.

## Clemente VII (1523-1534)

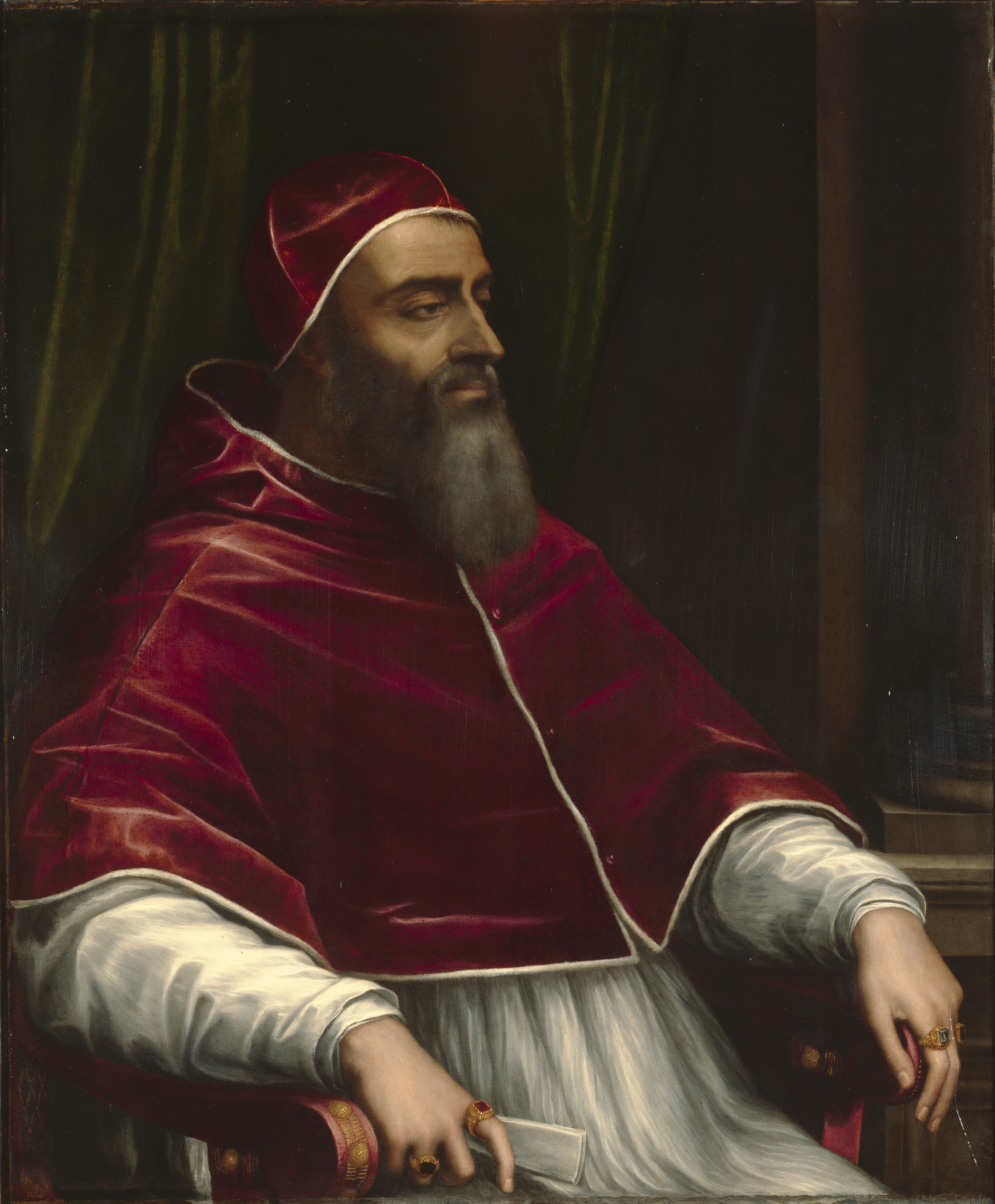
Papa Clemente VII

Il conclave che si aprì sul finire di settembre del 1523 era destinato a durare molto a lungo. Ancora non si erano spenti gli echi delle dispute del conclave precedente, che il Sacro Collegio fu chiamato nuovamente per eleggere il successore di Papa Adriano.
Il papabile più accreditato era il Cardinal Giulio de' Medici, fiorentino, grande elettore di Papa Adriano. A lui si opponeva la candidatura di Alessandro Farnese sostenuto da tutto il gruppo dei cardinali francesi, intenzionati, questa volta, a non lasciarsi sfuggire l'elezione di un papa favorevole a Francesco I.
Ma all'interno del Sacro Collegio esisteva una terza componente che faceva capo alla famiglia di Pompeo Colonna, tutt'altro che favorevole ai Medici. Il cardinal Farnese e Giulio de' Medici riuscirono a trovare un accordo per cui quest'ultimo fu eletto il 19 novembre 1523, cinquanta giorni dopo l'apertura del Conclave, e fu incoronato il giorno 26 con il nome di Clemente VII. Aveva 45 anni.
A differenza del cugino suo predecessore, Giulio aveva dato prova, negli anni passati, di notevoli doti diplomatiche e ragguardevoli conoscenze di politica economica, bene operando all'interno della Camera Apostolica. La prima iniziativa del nuovo Papa fu quella di rendersi promotore di una pace universale. A tal fine inviò come ambasciatore alle corti di Spagna, Inghilterra e Francia, l'Arcivescovo di Capua Nicolò Schomberg, ma la missione fallì. Infatti, nel 1524 il Re di Francia riprese le ostilità contro l'Imperatore: riconquistò fulmineamente il milanese, Parma e Piacenza, e mise sotto un duro assedio la città di Pavia, dando l'impressione che la guerra stesse volgendo definitivamente a favore dei francesi.
Clemente VII, che aveva ereditato l'alleanza con Carlo V dal suo predecessore Adriano VI, si convinse che l'Imperatore fosse sul punto di essere sconfitto definitivamente. Per non esserne travolto, rischiando magari una nuova perdita della Signoria di Firenze e della Toscana da parte dei Medici, effettuò nel 1525 un rovesciamento di alleanza, offrendo il suo appoggio al Re di Francia e ricevendone in cambio la restituzione delle città di Parma e Piacenza e la garanzia del ripristino della Signoria dei Medici in Toscana, dopo la cacciata avvenuta nel 1498. Francesco I avrebbe ottenuto anche il diritto di passaggio per le proprie truppe attraverso lo Stato Pontificio, per poter raggiungere Napoli e tentarne la riconquista, ma il lungo assedio alla città di Pavia costò la sconfitta al Re di Francia, il quale fu addirittura catturato e condotto prigioniero a Madrid, mentre l'esercito francese fu pressoché annientato.
Clemente VII, sorpreso dall'inattesa sconfitta dell'alleato francese e temendo ritorsioni da parte dell'Imperatore, decise un altro rovesciamento di alleanza cercando di passare nuovamente nel campo degli imperiali. Era evidente, però, che una trattativa diretta con Carlo V era impensabile anche per un Pontefice, dati i precedenti. Cercò quindi di aggirare l'ostacolo, stringendo alleanza con il Viceré di Napoli Consalvo di Cordova il «Gran Capitano», al quale propose il riconoscimento da parte della Santa Sede delle pretese imperiali sul Ducato di Milano, in cambio della tutela della difesa dei diritti dello Stato Pontificio e dei Medici su Firenze. L'alleanza, però, avrebbe dovuto essere ratificata dall'Imperatore entro quattro mesi, cosa che non avvenne a causa della diffidenza di Carlo V verso un personaggio che non solo non rispettava le alleanze, ma addirittura le usava ad uso esclusivo degli interessi della sua famiglia e suoi personali.
Nei mesi immediatamente successivi a questa profferta del Papa si aprì una trattativa segreta tra la Curia romana e il Re prigioniero a Madrid, per la composizione di una nuova alleanza contro Carlo V. La qual cosa indusse Francesco I a sottoscrivere nel gennaio del 1526 l'umiliante Trattato di Madrid, pur di rientrare in Francia e cercare la rivincita. Nella tarda primavera di quell'anno, mentre Carlo V inviava ambasciatori a Roma con l'intento di formalizzare l'alleanza con il Pontefice sulla scorta delle offerte fattegli pervenire l'anno precedente, Clemente VII cominciò a muoversi nella direzione opposta, dando la propria adesione alla nuova alleanza che Francesco I costituì attraverso la Lega di Cognac, assieme alla Repubblica di Venezia, il Ducato di Milano e Firenze. Il Papa inviò uno scritto a Carlo V per spiegare l'ultimo cambio di alleanza (giugno 1526).
Contemporaneamente a questi avvenimenti sorse un conflitto all'interno della Curia romana tra il cardinale Pompeo Colonna, filoimperiale, e il Papa. Il Colonna aprì addirittura un conflitto armato contro il Papa all'interno delle mura vaticane, apparentemente per rivalersi della sconfitta subita in conclave. In effetti l'azione armata era fomentata dall'Imperatore per spingere il Pontefice a chiedere il suo appoggio e quindi stringere alleanza con lui contro il Re di Francia. All'inizio il Papa, temendo di essere sopraffatto, chiese effettivamente l'intervento dell'Imperatore per fermare il suo alleato. A sua volta Carlo V informò il re di Francia del pericolo che stava correndo Clemente VII. Successivamente con una mossa repentina, sostenuto dai francesi intervenuti tempestivamente prima di Carlo, Clemente sconfisse il Colonna privandolo poi di tutte le sue cariche.
A questo punto Clemente VII, avendo sconfitto militarmente un cardinale filoimperiale, per giunta con l'aiuto degli avversari storici dell'Imperatore, dovette giocoforza schierarsi apertamente con il Re di Francia. Questo atteggiamento fu un vero affronto per l'Imperatore il quale, infuriato per questo ennesimo rovesciamento di alleanza, reagì violentemente adottando due decisioni importanti: la prima, nella Dieta di Spira, dove consentì pari dignità a tutte le religioni, congelando i precedenti provvedimenti restrittivi adottati nella Dieta di Worms del 1521; la seconda inviando contro Roma un contingente di "lanzichenecchi", mercenari germanici, al comando di Georg von Frundsberg, facendo nascere per la prima volta un conflitto armato tra Carlo V e la Chiesa di Roma.
Il 6 maggio 1527 le squadracce germaniche entrarono in Roma e la misero a ferro e a fuoco per molte settimane provocando distruzione, morte e devastazione: i lanzichenecchi si scatenarono contro tutto e tutti sia perché erano rimasti senza paga e sia perché erano rimasti senza comando, poiché il Frundsberg era rientrato in Germania per motivi di salute. Questo avvenimento, noto come il "Sacco di Roma", suscitò riprovazione in tutto il mondo e da esso persino Carlo V prese le distanze. Il Papa dovette asserragliarsi in Castel Sant'Angelo, ma la sua difesa crollò il 5 giugno. Gli imperiali catturarono il Pontefice e lo tennero prigioniero per sette mesi. Clemente VII, per poter fuggire, dovette pagare un riscatto di ben 70.000 ducati d'oro, dopodiché si rifugiò prima ad Orvieto e poi a Viterbo.
Rientrò a Roma soltanto nel mese di ottobre del 1528, ma Roma era una città completamente devastata e distrutta. Il pontefice, subita la prova di forza, fu di fatto costretto a stringere un'alleanza con l'Imperatore anziché con il Re di Francia. Due cose convinsero il Papa: la promessa di non convocare subito il Concilio sulla questione luterana e la promessa di un aiuto militare per liberare Firenze dalla Repubblica che vi si era instaurata contemporaneamente ai fatti relativi al sacco di Roma (la cosiddetta "terza cacciata dei Medici").
Furono queste le basi per il Trattato di Barcellona, firmato da Carlo V e Clemente VII nel mese di giugno 1529. Carlo V riconobbe al Papa il possesso della Romagna, nonché dei Ducati di Modena e Reggio, ricevendone in cambio l'investitura del Regno di Napoli e la promessa dell'incoronazione imperiale.
Il 22 febbraio 1530, Carlo fu incoronato a Bologna Re d'Italia con la Corona ferrea dei Re longobardi; due giorni dopo fu incoronato anche Imperatore: finalmente si era giunti alla tanto agognata pacificazione tra Papato e Impero. I giorni in cui Carlo V risiedette a Bologna furono densi di colloqui con Clemente. Ma tali colloqui non aggiunsero nulla di nuovo agli accordi di Barcellona. Era stata raggiunta la pace certamente, ma l'Imperatore sapeva che tornando in Germania avrebbe dovuto mantenere la pace anche con i principi protestanti. In altri termini Carlo V avrebbe dovuto tenere, d'ora in poi, contemporaneamente, un atteggiamento conciliante sia con la Chiesa di Roma sia con la Chiesa riformata, due entità nettamente opposte, obiettivo di non facile attuazione.
Nonostante la pace, i rapporti tra i due furono sempre afflitti da reciproca diffidenza e sfiducia. Clemente VII, infatti, negli ultimi anni del suo pontificato strinse rapporti sempre più stretti con il Re di Francia, che lo portarono ad organizzare le nozze tra la pronipote Caterina de' Medici ed Enrico d'Orléans, secondogenito di Francesco I. Secondo molti storici, fu un grande errore l'ostinato allontanamento, da parte di Clemente VII, di Carlo V. Il Pontefice non capì che l'unica persona in grado di contrastare l'avanzata del luteranesimo era proprio l'Imperatore. Morì il 25 settembre 1534.

## Paolo III (1534-1549)

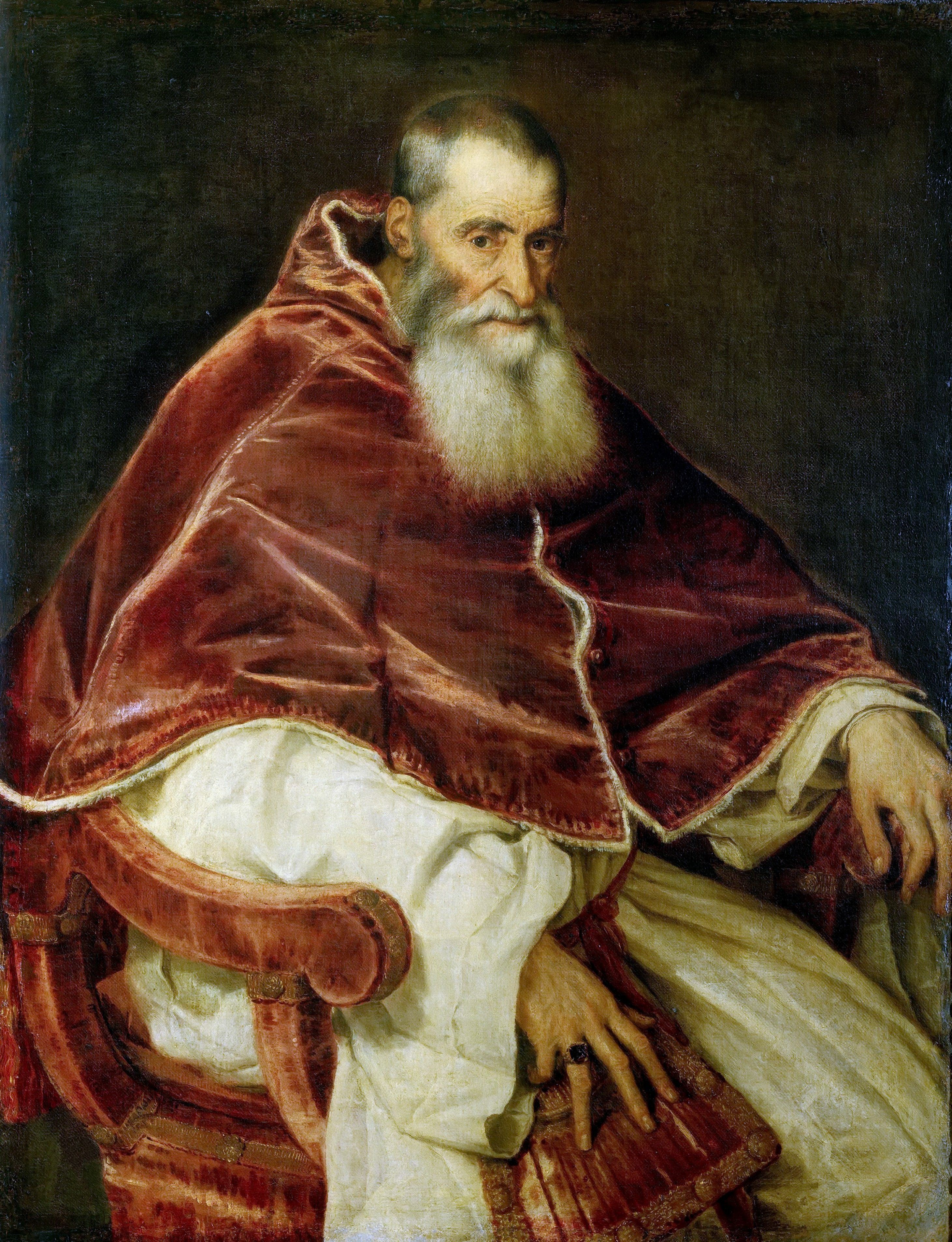
Papa Paolo III

Il 12 ottobre 1534 fu eletto papa a 66 anni Paolo III, della famiglia Farnese.
Uno dei primi atti compiuti dal nuovo Pontefice, all'indomani della sua elezione, fu quello di dichiarare la neutralità della Santa Sede nel conflitto ultradecennale tra l'Imperatore ed il re di Francia. Questo annuncio fu accolto con notevole soddisfazione da Carlo V, preoccupato che anche questo Papa potesse assumere la stessa ambigua posizione dei suoi predecessori.
Pochi mesi dopo l'elezione di Paolo III, l'Imperatore, di ritorno dalla vittoriosa spedizione di Tunisi, decise di fermarsi a Roma per incontrare e conoscere il Papa da poco eletto, con l'intento, anche e soprattutto, di sistemare definitivamente l'assetto politico dell'Italia. Tale esigenza era molto sentita da Carlo V, anche perché nel novembre del 1535 era scomparso Francesco II Sforza, Duca di Milano, per cui, secondo il Trattato di Cambrai (che aveva messo fine alla seconda guerra tra il Re di Francia e l'Imperatore) e gli accordi di Bologna (sottoscritti tra Carlo e Papa Clemente VII), il Ducato di Milano sarebbe dovuto passare sotto il controllo diretto dell'Imperatore.
Carlo V giunse a Roma nell'aprile del 1536, ma il Re di Francia Francesco I aveva già dato inizio alla terza guerra contro l'Imperatore, avendo invaso la Savoia già da due mesi. È bene ricordare che la Savoia, al momento dell'invasione, era un possesso del Duca Carlo II, cognato dell'Imperatore, avendo essi sposato due figlie di Manuele I d'Aviz, Re del Portogallo.
L'Imperatore sperava di ottenere da Paolo III quell'appoggio contro il Re di Francia che i suoi predecessori gli avevano sempre negato. Ma il Papa continuò a dichiararsi neutrale. Non riuscendo nel suo intento, Carlo V decise di pronunciare un discorso programmatico di fronte al Concistoro e al corpo diplomatico, nel quale dimostrò che le sue intenzioni non erano quelle di sottomettere l'Europa, bensì di portare avanti la lotta agli "infedeli"; e che era il Re di Francia a non rispettare mai i patti sottoscritti. Il discorso ebbe grande effetto e contribuì ad accrescere il prestigio dell'Imperatore, ma non fu sufficiente ad indurre il Papa ad un'aperta alleanza. Pur tuttavia ottenne lo scopo di evitare che il Papa si alleasse con il Re di Francia, preferendo Paolo III la neutralità in prospettiva di poter svolgere un ruolo di mediazione tra i due contendenti ed ottenere in tal modo dei benefici per la cattolicità e per lo Stato della Chiesa.
Nel corso dei colloqui romani tra Papa Paolo III e Carlo V, quest'ultimo ebbe la sensazione di trovarsi di fronte ad un soggetto animato da spirito nepotistico come non si era visto da tempo nella Chiesa. Infatti, esclusa la "neutralità pastorale" di Adriano VI, i predecessori Leone X e Clemente VII, in quanto appartenenti alla famiglia Medici, avevano sempre favorito il consolidamento della propria dinastia sia a Firenze che in Toscana, ma in un territorio da sempre indipendente. Questo Papa, invece, aveva come obiettivo di accaparrarsi le città di Parma e Piacenza, appartenenti allo Stato della Chiesa, e farne un Ducato per il proprio figlio primogenito Pier Luigi, cosa che puntualmente fece.
Nel corso della terza guerra tra il Re e l'Imperatore, il Papa mantenne la sua neutralità, la qual cosa produsse i suoi frutti. Quando, infatti, i due contendenti raggiunsero l'armistizio a Bomy nel giugno del 1537, Papa Paolo avanzò la sua mediazione che portò al Convegno di Nizza nel giugno del 1538, dove si ritrovarono tutti e tre. I colloqui, però, furono soltanto bilaterali, nel senso che Francesco I e l'Imperatore non si incontrarono mai, ma concordarono i termini degli accordi di pace soltanto per l'interposta persona del Papa. Il convegno di Nizza produsse risultati modesti: fu congelato lo "status quo" tra le due potenze (quindi nessuna dovette cedere territori all'altra) e fu proclamata una tregua decennale. 
La tregua fu interrotta dopo appena quattro anni. Nel 1542 Francesco I, alleatosi con l'Impero ottomano, diede avvio alla quarta guerra contro Carlo V, approfittando della sconfitta dell'Imperatore nella spedizione di Algeri e con l'obiettivo di riconquistare il Regno di Napoli. L'Imperatore chiese, quindi, di incontrare il Papa per proporre un'alleanza con la certezza di ottenerla, dal momento che il Re di Francia si era alleato con gli "infedeli". I due si incontrarono a Busseto, vicino a Parma, nel giugno del 1543.
Le rispettive Cancellerie avevano concordato che gli argomenti in discussione avrebbero dovuto essere soltanto due: la convocazione di un Concilio per affrontare i temi scismatici legati al luteranesimo, ormai dilagante soprattutto in Germania, e la difesa dell'Europa dai Turchi. Nel corso dei colloqui, però, il Papa spiazzò l'imperatore con la richiesta dell'assegnazione del Ducato di Milano al nipote Ottavio Farnese che, tra l'altro, era anche genero di Carlo V, avendone sposato la figlia naturale Margherita d'Austria. La richiesta di Paolo III era inaccettabile per tante ragioni, tra le quali vi era quella che Carlo V aveva concesso l'investitura del Ducato di Milano al figlio Filippo già nel 1540. Le due parti si lasciarono senza trovare un accordo.
Carlo V fu costretto, quindi, a rivolgersi altrove per ottenere un sostegno nella guerra contro il Re di Francia. In special modo si rivolse ai principi tedeschi convocandoli nella Dieta di Spira nel febbraio 1544. Nel corso della Dieta furono assegnati notevoli aiuti finanziari e militari all'Imperatore in cambio del riconoscimento della pari dignità religiosa tra cattolici e riformati. La scelta di Carlo d'Asburgo, cioè l'alleanza dell'Imperatore cristianissimo con gli eretici germanici e con lo scismatico Enrico VIII d'Inghilterra, fu dettata dalla ragion di stato, pur di uscire vittorioso dall'ennesima guerra contro il Re di Francia, cattolico anch'egli ma alleatosi con i Turchi. Ma tale scelta provocò anche la prevedibile indignazione del Pontefice, che ebbe a censurare i Decreti della Dieta di Spira nell'agosto del 1544.
La guerra tra Francesco I e Carlo V si concluse con la Pace di Crepy (settembre 1544). Il trattato riconobbe alla Francia il dominio sul Piemonte e a Carlo V quello sulla Lombardia. Inoltre il Re di Francia assunse l'impegno di adoperarsi presso il Papa per la convocazione di un Concilio. La qual cosa avvenne: Paolo III convocò un Concilio ecumenico a Trento, i cui lavori si aprirono il 15 dicembre 1545.
All'interno del dibattito conciliare, il dialogo tra il Papa e l'Imperatore non trovò mai alcun punto di contatto. L'Imperatore tendeva a portare il dibattito sui temi specifici della riforma, nel senso che il Concilio avrebbe dovuto pronunciarsi sulla loro validità o meno. Il Papa, invece, orientava il dibattito su temi specificamente teologici, nel senso che tendeva a riaffermare con forza la validità dei principi della fede cattolica. Dopo alcune sessioni di lavoro risultate infruttuose, i lavori del Concilio finirono in una situazione di stallo. A questo punto il Papa, già in contrasto con l'Imperatore sui temi dottrinali, approfittando dell'atteggiamento ostile dello stesso Carlo V verso suo figlio Pier Luigi Farnese per la questione del Ducato di Parma e Piacenza, nel marzo 1547 decise di trasferire il Concilio da Trento a Bologna, cioè da una città imperiale ad una città papale, per sottrarlo all'influenza di Carlo V. Questa mossa si rivelò un grave errore strategico del Papa in quanto l'Imperatore, dopo la schiacciante vittoria nella Battaglia di Mühlberg contro i luterani, era l'unica persona in grado di costringere i protestanti a partecipare al Concilio con la prospettiva di un loro rientro nella cattolicità. 
Nel frattempo, nei già tesi rapporti tra Paolo III e Carlo V, si innestò un'altra vicenda destinata ad avere conseguenze sia sul Concilio sia sui rapporti futuri tra l'Imperatore e la Santa Sede. Pochi mesi dopo la firma della Pace di Crepy, Paolo III, approfittando del clima di non belligeranza tra i due sovrani, non avendo ottenuto da Carlo V l'investitura del Ducato di Milano per suo nipote Ottavio Farnese, procedette al distacco dallo Stato della Chiesa delle città di Parma e Piacenza, ne fece un Ducato come feudo della Chiesa e lo assegnò a suo figlio Pier Luigi, padre di Ottavio. La decisione del Pontefice provocò un'immediata e inevitabile reazione da parte dell'imperatore, sia perché le due città appartenevano originariamente al Ducato di Milano, sia perché Pier Luigi Farnese era filo-francese e, quindi, avverso al predominio spagnolo. Ciò significava che la presenza dei francesi nel Ducato di Parma e Piacenza (inserita tra un Ducato di Milano in mano spagnola ed uno stato della Chiesa non legato all'Imperatore) era destabilizzante per l'equilibrio dell'Italia settentrionale.
Per risolvere la questione l'Imperatore appoggiò il piano di Ferrante I Gonzaga, Governatore di Milano, che prevedeva la rivolta della nobiltà parmense contro i soprusi del Farnese. Lo stesso Gonzaga favorì una cospirazione contro il Duca che portò alla sua uccisione il 10 settembre 1547. Il Gonzaga occupava Piacenza ma Ottavio Farnese riprendeva Parma.
Paolo III, morto il figlio, in un primo momento sembrò intenzionato a dar battaglia all'Imperatore. In breve tempo si rese conto che la lotta si presentava impari, per cui avviò una trattativa con il nipote Ottavio attraverso la quale il Pontefice cercò di convincerlo a rinunciare alla città di Parma in cambio dell'investitura papale sulla città di Camerino. Questa proposta non ebbe séguito. Successivamente il Papa, addolorato e infuriato per l'uccisione del figlio nella congiura ordita dal Gonzaga nel settembre 1547, nonché sfiduciato per non essere riuscito nell'intento di sistemare definitivamente il nipote Ottavio, lasciandolo alla mercé delle decisioni imperiali, sospendeva il Concilio nel 1548 per poi scioglierlo definitivamente il 13 settembre 1549.
Paolo III nel corso del suo pontificato non concluse mai alcuna alleanza, né con il Re di Francia né con l'Imperatore, ma mantenne sempre una sua neutralità anche se gli costò alcuni dispiaceri inflittigli proprio da Carlo V. Verso l'imperatore aveva motivi per essere a favorevole e motivi per essergli contro. Era favorevole a lui in quanto difensore della Chiesa di Roma contro l'avanzata dei luterani. Ma, nello stesso tempo, gli era contrario in quanto la sua presenza in Italia era a dir poco devastante, con lo Stato Pontificio schiacciato dalla presenza imperiale in tutta l'Italia del Nord e in quella meridionale, mentre Genova e Venezia, non essendo più in grado di contrapporsi all'Imperatore, non potevano offrire al Papa alcun aiuto.
Paolo III intuì che la Chiesa cattolica necessitava di riforme radicali verso le quali si impegnò notevolmente. Ma i suoi impegni diminuirono sempre più verso la fine del suo pontificato perché travolto dalle vicende politiche nelle quali furono coinvolti il figlio e il nipote. Morì il 10 novembre del 1549.

## Giulio III (1550-1555)

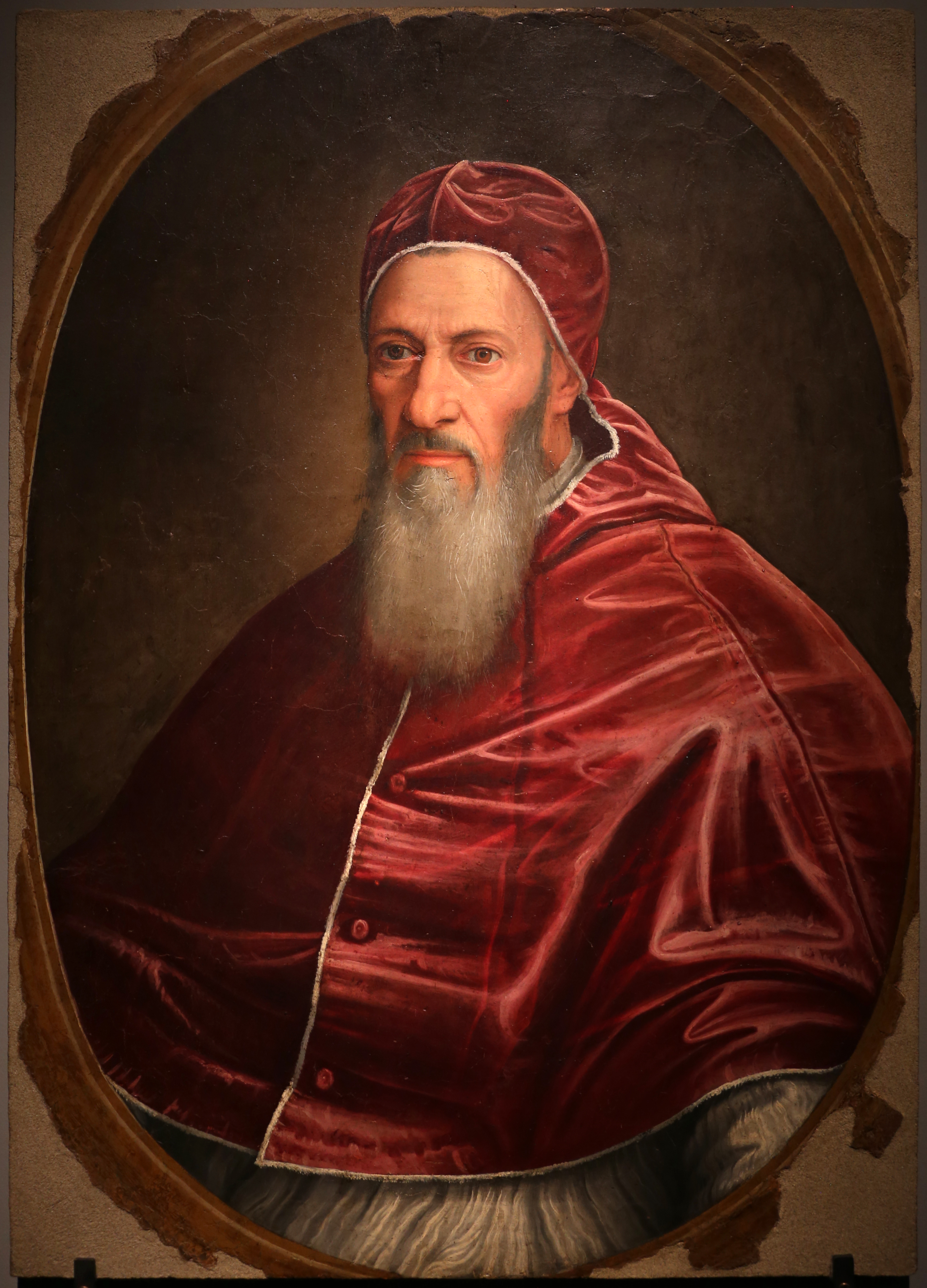
Papa Giulio III

Il Conclave che doveva eleggere il successore di Paolo III si aprì il 29 novembre 1549. Vi parteciparono 47 Cardinali che erano suddivisi, come prevedibile, in due schieramenti: uno favorevole al Re di Francia e l'altro favorevole all'Imperatore. Sul trono di Francia sedeva in quel momento Enrico II di Valois, figlio di Francesco I, morto nel 1547. Le trattative furono molto laboriose, si protrassero lungamente e, dopo oltre due mesi, l'8 febbraio 1550 fu eletto il cardinale Giovanni Maria Ciocchi del Monte, romano, di 63 anni, che assunse il nome di Giulio III.
Il nuovo pontefice ebbe il grande merito di riprendere i lavori conciliari che il suo predecessore aveva chiuso il 13 settembre 1549. L'assise fu ufficialmente riaperta il 1º maggio 1551, con grande soddisfazione di Carlo V che riscontrava nel nuovo Pontefice atteggiamenti più concilianti rispetto ai suoi predecessori e più inclini al dialogo con l'istituzione imperiale. L'Imperatore riuscì, quindi, a convincere i protestanti tedeschi a partecipare ai lavori del Concilio. Ma i buoni uffici di Carlo V non bastarono a dirimere le controversie dottrinali tra i riformati ed i rappresentanti della Chiesa di Roma. In tale situazione di stallo il Papa fu costretto a sospendere i lavori conciliari, il 28 aprile 1552. La sospensione doveva durare soltanto due anni, ma si trasformò in una sospensione sine die a causa della ripresa delle ostilità tra la Francia e l'Impero, che coinvolse anche Ottavio Farnese Duca di Parma.
Nel mese di gennaio 1552 Enrico II era riuscito a strappare alcuni principi protestanti tedeschi dall'alleanza con Carlo V (Trattato di Chambord) ed aveva ripreso la guerra contro l'imperatore. Contemporaneamente, Papa Giulio, in ringraziamento ai cardinali Farnese presenti in Conclave, suoi grandi elettori, aveva assegnato definitivamente il Ducato di Parma ad Ottavio Farnese. L'Imperatore, invece, non aveva voluto restituire ad Ottavio la città di Piacenza, ancora nelle mani di Ferrante I Gonzaga. Ottavio Farnese strinse allora un'alleanza con Re Enrico per la riconquista di Piacenza.
Questa alleanza provocò la reazione del Pontefice che, dapprima, dichiarò decaduto dalla carica il Farnese e, poi, dovette riconfermarlo a seguito della minaccia del re di Francia di indire un Concilio nazionale in opposizione alla Santa Sede. Enrico II minacciò anche di sopprimere la raccolta delle decime a favore della Chiesa. Il 29 aprile 1552 Giulio III fu costretto a sottoscrivere il patto; Enrico II ottenne anche la ratifica imperiale. Il pontefice fece sapere all'imperatore di aver firmato per due motivi: il luteranesimo stava espandendosi anche in Francia; le finanze della Santa Sede, a causa della guerra, erano esaurite. I tributi provenienti dai fedeli transalpini (le decime appunto) erano necessari per la sua stessa sopravvivenza. L'Imperatore ratificò gli accordi il 10 maggio supponendo di aver risolto definitivamente il contenzioso con la Francia , ma la pace durò poco e la Francia riprese le ostilità con l'ennesima campagna per la riconquista del Regno di Napoli.
La decisione di Carlo V di entrare in guerra contro Enrico II causò l'interruzione dei rapporti con la Santa Sede. Peraltro la campagna antifrancese dell'imperatore non sortì gli effetti sperati. Da un lato, Carlo V ottenne di rompere l'alleanza tra il Re ed i Principi tedeschi, ma dall'altro la campagna militare si concluse con la fallita riconquista della città di Metz (31 dicembre 1552). Dopo il fallimento della spedizione di Metz, mentre l'Imperatore cominciava a interrogare sé stesso sul suo futuro, gli occhi di Giulio III avevano cominciato a guardare verso l'Inghilterra, ove circa vent'anni prima si era consumato lo scisma per mano di Re Enrico VIII mentr'era pontefice Clemente VII.
Nel 1553, infatti, era salita sul trono inglese Maria Tudor, figlia di Re Enrico, che era succeduta al fratello Edoardo VI il quale, nel corso del suo regno, aveva trasformato lo scisma in una vera e propria riforma.
Maria Tudor era la figlia di Caterina d'Aragona, sorella di Giovanna di Castiglia, madre di Carlo V: era quindi cugina dell'Imperatore.
Nel 1554 Maria andò in moglie a Filippo II, figlio di Carlo V, già reggente della corona di Spagna. L'ascesa al trono inglese di Maria, unitamente al matrimonio con Filippo, fece ben sperare il Papa per un recupero dell'Inghilterra alla Chiesa di Roma. Speranza che fu vanificata nel 1558 con l'ascesa al trono della sorella Elisabetta I, figlia di Anna Bolena. Giulio III nel frattempo si spegneva il 23 marzo 1555.

## Marcello II (1555)
Fu eletto il 9 aprile 1555 a 54 anni e morì dopo soli venti giorni, il 1º maggio.

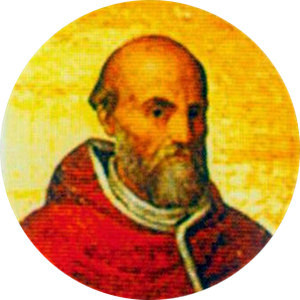
Papa Marcello II

## Paolo IV (1555-1559)

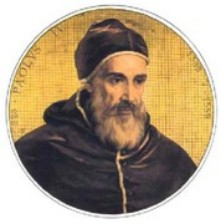
Papa Paolo IV

Il 23 maggio 1555 fu eletto pontefice a 79 anni Gian Pietro Carafa, campano, di nobile famiglia, Decano del Sacro Collegio, con il nome di Paolo IV. La sua elezione fu molto osteggiata da Carlo V in quanto il Carafa era persona apertamente ostile all'Imperatore. In special modo era ostile agli spagnoli che aveva imparato a conoscere quando ricopriva l'incarico di cappellano maggiore presso la corte di Ferdinando il Cattolico. 
Allo stesso tempo osteggiava la persona di Carlo V, del quale metteva in dubbio le sue continue manifestazioni di uomo fedele a Santa Romana Chiesa. Probabilmente il nuovo Pontefice ricordava ancora con orrore lo scempio sofferto dalla città di Roma perpetrato per mano dei lanzichenecchi quasi trent'anni prima. Già all'età di 60 anni era stato nominato cardinale da Paolo III e gli era stata affidata l'Arcidiocesi di Napoli, ma non poté prendere possesso del seggio vescovile per la tenace e feroce opposizione di Carlo V, cui Napoli apparteneva in quanto possedimento spagnolo.
Avendo operato sempre con severità ed intransigenza all'interno della Santa Inquisizione, la sua elezione a romano pontefice fu accolta con entusiasmo da tutti coloro, ed erano tanti, che attendevano una seria e profonda riforma della Chiesa cattolica per poter riunificare tutto l'occidente cristiano. Ma il Carafa, nonostante i propositi iniziali, si lasciò sopraffare dalla politica, trascurando il suo proprio ministero e deludendo quanti avevano riposto in lui ogni speranza di rinnovamento.
Paolo IV possedeva il concetto del Papa-Re: egli si considerava rivestito di un'autorità verso la quale anche l'imperatore doveva inchinarsi e possedeva, inoltre, l'ambizione di voler scacciare gli spagnoli dal suolo d'Italia per poterla riunificare. Come si vede, tra tutti i Papi che accompagnarono il cammino di Carlo V, il Carafa fu l'unico che si dichiarasse apertamente e senza remore ostile all'Imperatore, precludendo, fin dall'inizio del suo pontificato, ogni possibilità di stringere quei legami a cui il sovrano asburgico aspirava ad ogni elezione di un nuovo Pontefice.
Pur considerando la Francia un regno in massima parte ostile alla Santa Sede, Paolo IV strinse con Enrico II un'alleanza segreta in funzione anti-imperiale. La ragione che lo indusse a tanto risiedeva nel fatto che egli non considerava più l'Imperatore l'unico e vero baluardo contro l'avanzata del luteranesimo. A tanto si era convinto a causa di due avvenimenti che avevano visto protagonisti sia l'Imperatore che i protestanti tedeschi. Il primo fu l'accordo di Passavia del 1552, mediante il quale Carlo V, pur di spezzare l'alleanza conclusa a Chambord tra il Re di Francia e i Principi tedeschi, aveva promesso a questi ultimi la convocazione di una Dieta per il riconoscimento della dottrina luterana, rinunciando, di fatto, ad ogni iniziativa autonoma in campo religioso. L'altro avvenimento fu la sottoscrizione, il 25 settembre 1555, della Pace di Augusta tra l'Impero ed i principi protestanti, mediante la quale, con l'affermazione del principio del cuius regio, eius religio, veniva riconosciuta la libertà della fede riformata e la pari dignità religiosa con la confessione cattolica.
In buona sostanza, agli occhi del Papa, le concessioni fatte da Carlo V ai riformati tedeschi erano veramente troppe, anche se considerate nell'ottica della ragion di stato finalizzata a contrastare l'aggressività della Francia. L'alleanza segreta con Enrico II fu formalizzata dal Papa il 15 dicembre 1555 mediante la sottoscrizione di un trattato nel quale il Re di Francia si impegnò a fornire allo Stato Pontificio un esercito di 12.000 uomini.
Appena due settimane dopo, Carlo V, proseguendo il processo di abdicazione iniziato il 25 ottobre 1555 con la cessione al figlio Filippo del titolo di Duca di Borgogna, gli cedette anche la corona di Castiglia e poi quella d'Aragona nel luglio seguente. Il 12 settembre dello stesso anno completò gli atti di abdicazione mediante la cessione al fratello Ferdinando di tutti i possedimenti asburgici nell'Europa centro-orientale unitamente ai diritti sulla corona imperiale. I Principi elettori riconobbero subito in Ferdinando I il nuovo Imperatore, senza consultarsi con il Papa, come questi avrebbe desiderato secondo la sua concezione del Papa-Re.
Il risentimento del Papa per la mancata consultazione da parte dei Principi elettori si accentuò quando apprese che il nuovo Imperatore si era impegnato con i Principi riformati a rispettare la Pace di Augusta sottoscritta dal fratello Carlo. Ciò significava che la riapertura del Concilio di Trento (sospeso dal 1552) non poteva più essere considerata nella prospettiva di una riunificazione religiosa dei popoli d'Europa, in quanto lo scisma si era ormai consumato anche con l'avallo dell'autorità imperiale. La frattura apparve dunque insanabile. Paolo IV non riconobbe in Ferdinando I d'Asburgo il nuovo Imperatore, avendo dichiarato nullo l'atto di abdicazione di Carlo V. Si preparò, quindi, ad attivare l'alleanza militare che aveva sottoscritto con il Re di Francia nel dicembre dell'anno precedente, per dar battaglia al nuovo Imperatore.
Nell'implementare il suo piano non si rivolse al collegio cardinalizio, ma, da convinto nepotista quale anch'egli fu, si affidò nelle mani di un suo nipote, Carlo Carafa, uno spregiudicato uomo d'armi che non solo fu nominato cardinale, ma anche Segretario di Stato dallo zio. Carlo Carafa riuscì ad ordire false trame contro il Papa attribuendone la responsabilità ai rivali Colonna e al cardinale di Santa Fiora Guido Ascanio Sforza, tutti filo-imperiali. Il Papa, indotto in errore dal nipote, rinchiuse il cardinale Sforza in Castel Sant'Angelo e espropriò i possedimenti dei Colonna, assegnandoli al nipote Giovanni Carafa (fratello di Carlo), nominato, nel frattempo, Duca di Paliano.
Il Papa non fece in tempo ad avviare le azioni belliche che un contingente spagnolo, proveniente da Napoli e guidato dal Duca d'Alba per recuperare i domini dei Colonna, penetrò nello Stato Pontificio minacciando direttamente Roma. La sconfitta delle truppe francesi a Paliano a opera di quelle spagnole (27 luglio 1557) obbligò Paolo IV ad accettare la pace di Cave (14 settembre 1557). Il pontefice dovette riconoscere Filippo II come cattolicissimo sovrano di Spagna, rinunciare all'alleanza con la Francia e dichiarare la neutralità dello Stato della Chiesa. Nel frattempo Carlo d'Asburgo, ormai privo di ogni titolo e di ogni carica, si era ritirato in Spagna nel suo eremo di Cuacos de Yuste.
La conclamata ostilità di Paolo IV verso la persona di Carlo V non produsse molti effetti nei rapporti tra i due. Il Carafa come Papa e l'Asburgo come Imperatore convissero soltanto tre anni circa. Troppo poco, a quei tempi, per produrre effetti apprezzabili sul piano storico, tant'è che Paolo IV viene ricordato oggi più per la sua attività di integerrimo inquisitore nell'ambito religioso che come protagonista della storia politica e diplomatica d'Europa.
Il 21 settembre 1558 Carlo d'Asburgo morì. Paolo IV gli sopravvisse poco meno d'un anno e morì il 18 agosto 1559.